# Haarbach (Bawaria)
Haarbach – miejscowość i gmina w Niemczech, w kraju związkowym Bawaria, w rejencji Dolna Bawaria, w regionie Donau-Wald, w powiecie Pasawa. Leży około 22 km na południowy zachód od Pasawy.

## Dzielnice
W skład gminy wchodzą trzy dzielnice: Haarbach, Sachsenham, Uttlau.

## Demografia
| Rok  | Liczba mieszk. |
| ---- | -------------- |
| 1970 | 2 500          |
| 1987 | 2 372          |
| 2000 | 2 529          |

## Oświata
(na 1999)

W gminie znajduje się 75 miejsc przedszkolnych (76 dzieci) oraz szkoła podstawowa (13 nauczycieli, 259 uczniów).